# Efisio Giglio-Tos
Pour les articles homonymes, voir Giglio-Tos.
Efisio Giglio-Tos (né le 2 janvier 1870 à Chiaverano, dans la province de Turin, et mort le 6 janvier 1941 à Turin) est un photographe et universitaire italien, initiateur, fondateur et premier président de la Corda Fratres, fédération internationale d'étudiants.
Cette fédération, ni politique, ni religieuse, festive et fraternelle qui a prospéré depuis 1898 jusqu'à la Grande Guerre, est la première – et seule à ce jour – société festive et carnavalesque universelle.
Efisio Giglio-Tos est le frère d'Ermanno Giglio-Tos (né le 25 mars 1865 à Chiaverano, dans la province de Turin, et mort le 18 août 1926 à Turin), scientifique et universitaire italien, illustre zoologiste et professeur d'université, élève puis assistant de Michele Lessona et auteur de l'ouvrage Problèmes de la vie.

## Biographie

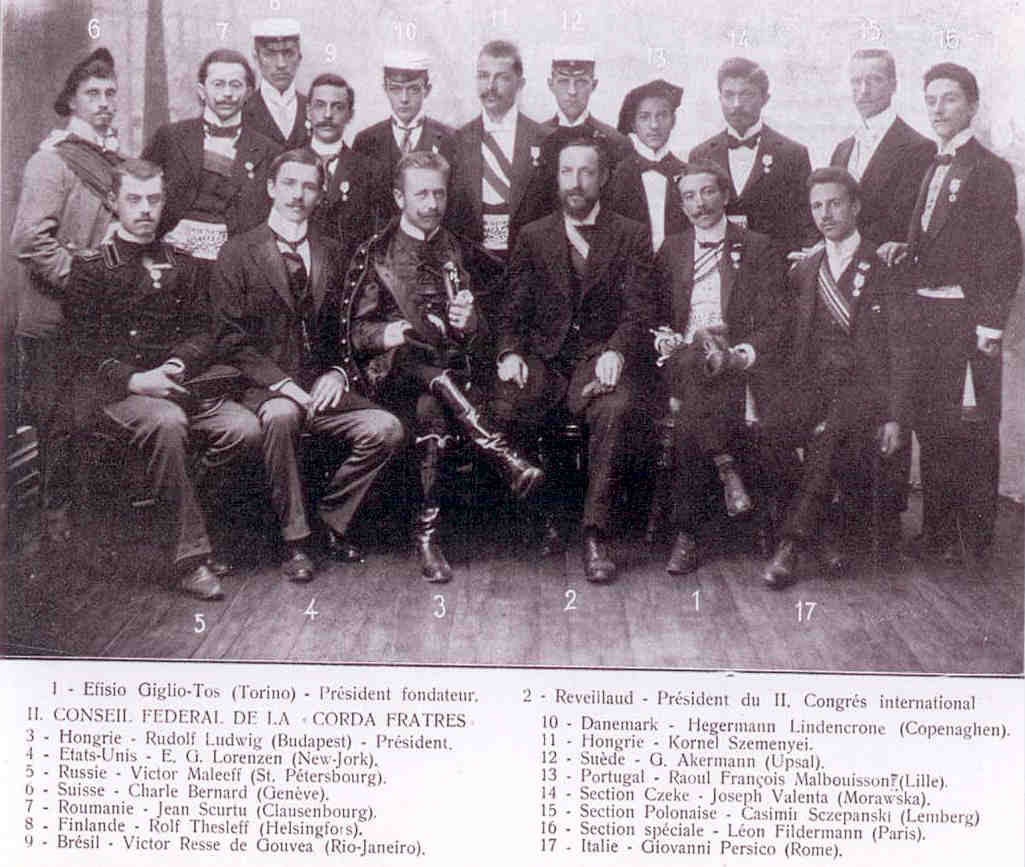
Le Conseil Fédéral de la Corda Fratres réuni à Paris en 1900, assis au premier rang, cinquième à partir de la gauche : le président-fondateur Efisio Giglio-Tos.

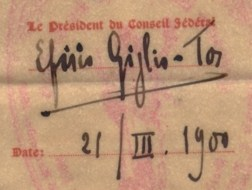
Signature autographe d'Efisio Giglio-Tos sur un livret de membre de la Corda Fratres.

Efisio Giglio-Tos connaît une jeunesse difficile qui lui forge une forte personnalité. 
Quatrième enfant de Domenico Giglio-Tos et Domenica Prelle, il nait le 2 janvier 1870 à Chiaverano, petit village du Canavese, dans la province de Turin. Sa famille est de condition modeste. Son père exerce la profession de secrétaire de mairie. Les faibles moyens familiaux motivent le choix de n'envoyer au lycée, puis à l'université que l'aîné des trois fils : Ermanno, né en 1865. Ricardo, de deux ans plus jeune, se serait installé plus tard comme antiquaire. Laurina, née en 1863, ne va pas à l'école et reçoit à la maison l'éducation propre aux jeunes filles de la petite bourgeoisie à laquelle elle appartient et qui a pour idéaux les goûts et comportements de la classe dirigeante.
Ermanno ne déçoit pas les attentes de sa famille. Diplômé de l'université, il devient zoologiste de réputation internationale et enseignant.
Efisio, qui a commencé des études au lycée d'Ivrée est contraint de les interrompre et commencer à travailler dans le commerce. Travaillant dix à douze heures par jour pour vivre, il trouve le moyen de poursuivre malgré tout parallèlement ses études. Autodidacte, il étudie avec acharnement, la nuit, les jours fériés. Il s'impose à lui-même des devoirs, les fait, les corrige. Étudie ainsi le latin, le grec, l'algèbre... L'épuisement consécutif à ses efforts extrêmes fait qu'il tombe gravement malade. Il retrouve la santé ensuite et décroche également un emploi moins pénible. Employé au Club Alpin italien, avant même d'obtenir la « licenza liceale » (diplôme de fin d'études secondaires, équivalent italien du baccalauréat), Efisio s'inscrit comme auditeur à la faculté des lettres de Turin. Il brûle ensuite les étapes, lauréat en lettres, l'année suivante en philosophie. Suivant la coutume du temps, il s'inscrit ensuite en droit. En récompense de ses mérites, il est dispensé du payement des droits d'inscriptions.
Sans gréver le modeste budget familial, Efisio réussi ses études aussi bien que son frère Ermanno. À la différence de ce dernier, Efisio se passionne pour la vie universitaire. Il voue une admiration religieuse à ses maîtres. Le milieu étudiant où il a accédé au prix de terribles efforts exerce sur lui une véritable fascination.
Parmi ses camarades d'études, Mario Capuccio devient un de ses amis proches. Mario est un membre actif de la Goliardia. C'est également le président de l'Association universitaire turinoise, appelée aussi AUT. Par lui, il est introduit dans le groupe dirigeant l'AUT.
Dans les années 1890, l'Association universitaire turinoise est la plus active des associations universitaires d'Italie. Dans son local, baptisé humoristiquement Frigidum Museum, sont organisées conférences, expositions humoristiques, représentations chorégraphiques, etc. Il est fréquenté par des écrivains fameux comme Salvatore Farina, Guido Fusinato, Giovanni Faldella, Cesare Lombroso. L'AUT répond à tous les aspects de l'attente des étudiants qui souhaitent concilier les études, les fêtes et l'ouverture sur le reste du monde.
En 1893, Efisio Giglio-Tos est secrétaire de l'AUT. Avec le président Gionata Fassio, le vice-président Oreste Balducci, Costanzo Eula et Federico Lovera, il fait partie d'une commission spéciale de l'AUT qui se charge d'établir la meilleure version musicale des Canti Goliardici (Chansons Goliardes).
Dès 1895, président de l'AUT, Efisio Giglio-Tos témoigne de sa conviction du rôle international que doit remplir l'association. Il commence également à réfléchir à la création d'une Fédération internationale des étudiants. 
En octobre, initiative d'avant-garde pour l'époque, il organise à Turin, sous la présidence d'honneur du comte Roberto Biscaretti di Ruffia, la première Exposition photographique internationale. Elle connaît un très grand succès.
En 1896, il lance une campagne de signatures pour la libération des étudiants de Moscou et Kiev déportés en Sibérie pour avoir protesté après la catastrophe du bois de Chodinski.  
Le 19 avril 1897 à Pise a lieu le IVe congrès des étudiants des universités d'Italie. Efisio Giglio-Tos s'est fait représenter par l'étudiant turinois Gino Masi. Celui-ci trouve sur place un brave allié en la personne de Pozzolini, pour défendre le projet de fondation d'une fédération internationale des étudiants. Le congrès approuve par acclamations l'appel de Giglio-Tos et le charge de la réalisation du projet. Durant l'année 1897, Efisio entreprend un vaste travail de réflexion et de correspondances pour créer la Fédération. Il s'inspire notamment des statuts et règlement de l'AUT. Il cherche à transmuter le flux magmatique de l'antique Goliardia en une structure organisée et centralisée. À partir de la nébuleuse festive de la Goliardia asseoir la forme organisée d'une section nationale italienne d'une Fédération à naître. Il récolte également le soutien des rares anciens étudiants italiens ayant participé aux luttes émancipatrices italiennes en 1848.
Efisio trouve un nom pour la Fédération : Corda Fratres, c'est-à-dire les Cœurs Frères, en latin. La Fédération internationale des étudiants parle latin. Non pas le latin d'église, mais le latin de Rome. La Rome d'Auguste et de Christian Matthias Theodor Mommsen, de Justinien et Ferdinand Gregorovius. La Fédération est appelée à réunir en son sein non seulement les universitaires et étudiants, mais aussi les diplômés et les clerici universitatis studiorum.
La Corda Fratres est fondée à Turin le 15 novembre 1898 et proclamée à Rome au pied de la colonne de Phocas, sur le forum romain, le 24 novembre 1898.
Très attaché aux revendications nationales et aux revendications irrédentistes italiennes, Efisio Giglio-Tos qui veut une fédération apolitique y introduit contradictoirement les très politiques revendications nationales et irrédentistes. C'est ainsi que le premier congrès de la Corda Fratres vote une résolution en faveur du triomphe des aspirations nationales de tous les peuples. Efisio souhaite aussi que symboliquement la Section italienne soit représentée par un Triestin et la Section roumaine par un citoyen d'Oradea Mare. Trieste étant à l'époque une ville située hors d'Italie et revendiquée par les nationalistes irrédentistes italiens. Oradea Mare se trouvant en Transylvanie, région appartenant alors à la Hongrie et objet de revendications d'annexion par la Roumanie. Au deuxième congrès de la Corda Fratres tenu à Paris en 1900, Efisio fait reconnaître les sections nationales polonaise, tchèque et finlandaise. La Pologne et la Finlande faisant à l'époque partie de l'empire russe, et les Tchèques étant citoyens de l'Autriche-Hongrie. Il fait également admettre une « Section spéciale » parisienne, dirigée par Léon Fildermann, qui se réclame du futur État juif à créer en Palestine et prendra par la suite le nom de « Section sioniste ». 
Au nombre de ses activités multiples, Efisio Giglio-Tos pratique la photographie. En 1900, il est membre de la Società Fotografica Subalpina (Société Photographique Subalpine).
Bilingue, parlant aussi bien italien que français, Efisio Giglio-Tos est un grand ami de la France. Illustration de ce sentiment, portant un toast lors du banquet offert le 15 août 1902 à Besançon pour l'inauguration du monument à Victor Hugo, il déclare : « nous nous tendrons la main non seulement dans les jours de fête, mais aussi, si frappés dans les jours tristes et sombres, si frappés par quelque malheur, nous souviendrons tous ensemble d'être amis et frères, et tous ensemble, comme a dit V. Hugo : "Nous chercherons quel est le nom de l'espérance". Vous direz : Italie, et nous répondrons : France ! » Jules Clarétie, qui l'a entendu parler à Besançon, parle de lui dans son livre La vie à Paris, 1901-1903. 
En 1904, professeur au lycée d'Aoste, il a la possibilité de pratiquer quotidiennement le français. Il se porte candidat à Verrès pour l'élection à la Chambre des députés. Ne faisant pas partie des notabilités locales, il n'a aucune chance et ne sera pas élu.
En 1907, Efisio crée la Terza Italia, association patriotique et métanationale. Le 20 septembre 1907 à Caprera, il annonce la naissance de celle-ci.
Après le début de la Grande Guerre, Efisio se détourne du pacifisme et multiplie conférences et manifestations de soutien en faveur de l'entrée en guerre de l'Italie aux côtés de l'Entente. En 1915, il télégraphie au roi d'Italie Victor-Emmanuel III, le sommant d'entrer en guerre s'il ne veut pas une révolution républicaine.
Au lendemain de la Grande Guerre, les luttes politiques et sociales s'exacerbent en Italie. Ces luttes ne sont pas sans conséquences à l'intérieur-même de la Corda Fratres. Défendant l'apolitisme de la Fédération étudiante, un de ses membres, Leonardo Pannella déclare en juin 1924 qu'il aurait refusé de participer aux manifestations de solidarité avec la veuve de Giacomo Matteotti, si celles-ci avaient affecté un caractère politique. Il demande également qu'un hommage analogue soit rendu à la veuve du député fasciste Armando Casalini, assassiné dans un tramway à Rome par Giovanni Corvi qui a déclaré ensuite avoir voulu ainsi venger la mort de Matteotti. 
En 1926 en reconnaissance de sa francophilie Efisio Giglio-Tos reçoit la Légion d'honneur.
Quand il devient évident que le président de la section italienne de la Corda Fratres Giuseppe Ganino, en accord avec Eugenio Reale et d'autres préparent leurs adhérents à prendre une position antifasciste militante, Efisio Giglio-Tos va se démarquer du mouvement qu'il a créé presque trente années auparavant. À l'insu de Giuseppe Ganino, des adhérents de la section italienne et des membres de la direction de la Fédération, il écrit au chef de la police Arturo Bocchini, le 6 juin 1927, l'informant avoir dissous d'autorité la section italienne. Dans sa lettre à Bocchini, Efisio déplore « che un'istituzione da me creata con scopi puramente culturali e di affratellamento fra la gioventù accademica – ragione per cui ebbe per tanti anni una vasta e simpatica diffusione in tutto il mondo universitario e sopratutto negli Stati Uniti – siasi in questi ultimi tempi e per esclusiva colpa di alcuni sconsigliati prestata a favorire finalità settarie o politiche » (qu'une institution créée par moi avec des buts purement culturels et fraternels au sein de la jeunesse académique – raison pour laquelle elle eut durant tant d'années une vaste et sympathique diffusion dans tout le monde universitaire et surtout aux États-Unis – se soit prêté ces derniers temps à favoriser des finalités sectaires ou politiques sous l'exclusive responsabilité de quelques personnes inconséquentes). Efisio demande à Bocchini de retrouver l'étendard « non intendendo che esso resti simbolo sociale di una sezione che non ha alcun diritto di abusare del titolo « Corda Fratres », di cui indegnamente offese la nobili finalità » (qui ne doit pas rester le symbole social d'une section qui n'a aucun droit d'abuser du titre « Corda Fratres », dont il offense indignement la noble finalité). La section italienne de la Corda Fratres se retrouve ainsi « dissoute d'autorité » sans en avoir été informée, par Efisio qui paraît avoir fait cette déclaration uniquement à Bocchini et pour éviter des ennuis personnels pour antifascisme.
La même année, à l'occasion de la célébration du VIIe centenaire de la mort de Saint François d'Assise, Efisio se consacre à l'édition de 45 planches photographiques en couleurs de grand format ayant pour sujet la basilique d'Assise. Cette réalisation qui demande beaucoup de travail est l'objet d'une souscription. Au nombre des souscripteurs se trouve le prince héritier d'Italie.
En 1930, Facta, et en 1931 et 1932, Carlo Biscaretti di Ruffia vont présenter sans succès Efisio Giglio-Tos à la candidature pour le prix Nobel de la paix. Dans les motivations invoquées sont la création de la Corda Fratres, le travail pour le rapprochement italo-français et la proposition de création d'un parlement mondial des étudiants et professeurs se réunissant une fois par an pour discuter des problèmes du monde.
Efisio Giglio-Tos ayant quitté le monde associatif écrit en mai-juin 1935 une esquisse de scénario pour un film sur Scipion l'Africain.
Dans les dernières années de sa vie, après avoir été idéaliste, fraternel et pacifiste dans sa jeunesse, puis belliciste lors de la Grande Guerre, Efisio se rapproche du fascisme.
En 1935, il conclut un texte intitulé « Africa. Capitoli desunti dalle storie di Tito Livio-Dialoghi scelti dall'« Africa » di Francesco Petrarca. » (Afrique. Chapitres en vrac de l'histoire de Tite Live-Dialogues choisis de l'« Afrique » de Pétrarque) par ces mots : « trionfo ed apoteosi del valorosissimo duce che ascende il Campidoglio, simbolo vivente dell'eterna giovinezza di Roma. » (triomphe et apothéose du très valeureux duce qui monte au Capitole, symbole vivant de l'éternelle jeunesse de Rome).
Le 6 août 1936, il écrit à Mussolini une lettre protestant contre le fait que d'autres ont utilisé son idée de film sur Scipion l'Africain.
Par la suite, Efisio cède toute son œuvre et ses droits d'auteur à l'éditeur turinois Andrea Viglongo.
Il meurt à Turin, le 6 janvier 1941, quatre jours après son 71e anniversaire. Efisio Giglio-Tos finit sa vie dans un isolement quasi complet, au risque de sombrer définitivement dans l'oubli. Lui et son œuvre seront retrouvés et étudiés sérieusement seulement à partir des années 1990 par deux historiens italiens : Marco Albera et Aldo Alessandro Mola.

## Publications

### Œuvres diverses

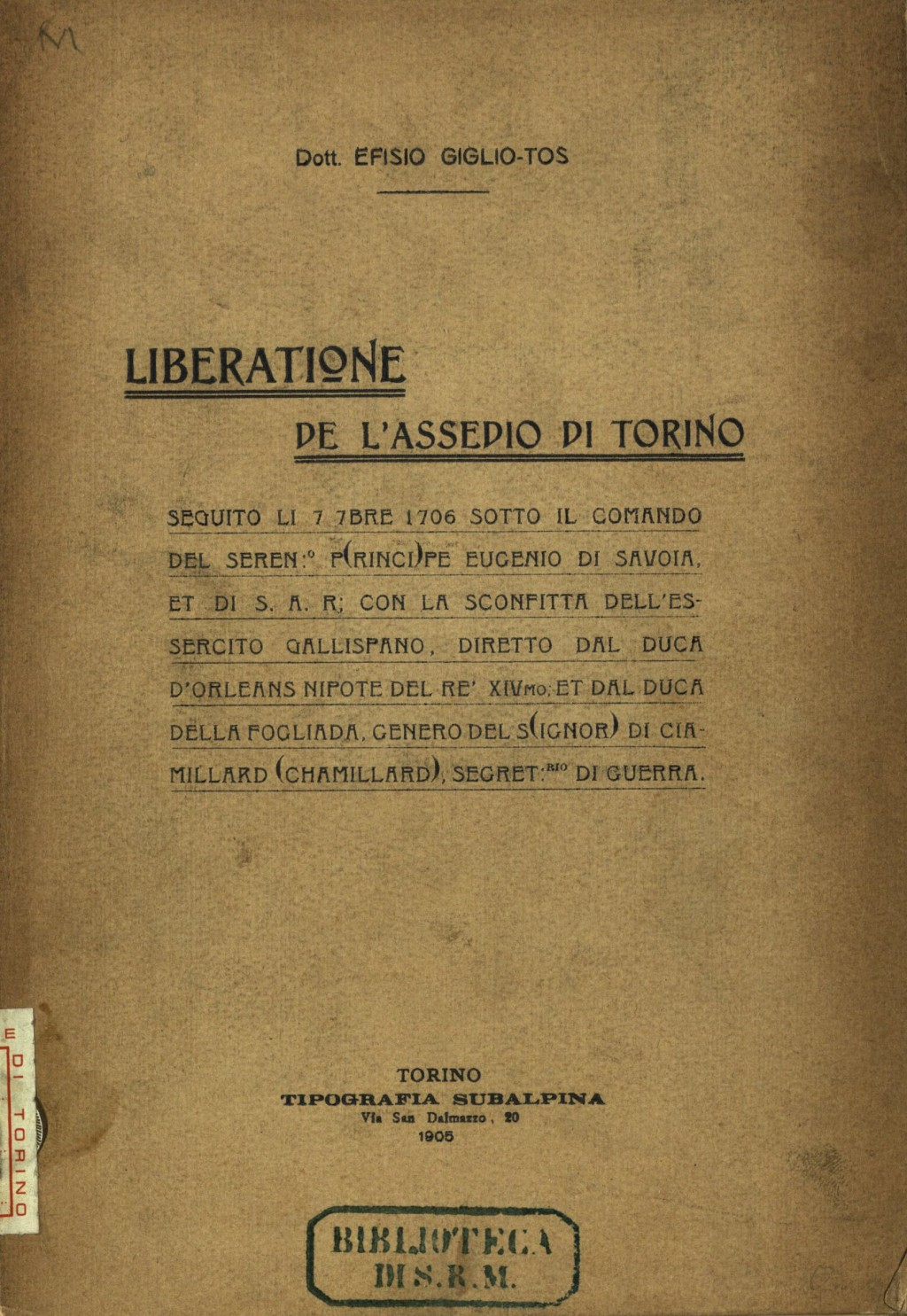
1906 : couverture d'une publication d'Efisio Giglio-Tos.

- Associazione Universitaria Torinese, « Annuari. Anno I (1889-96) », Tip. Candeletti, Turin 1896. Annuaires de l'Association Universitaire Turinoise, rédigés sous la direction d'Efisio Giglio-Tos et publiés anonymement, au nom de l'AUT.
- Hommage à la ville de Besançon en l'occasion du centenaire de Victor Hugo, 1902, Torino, 12 pages, en français.
- Inchiesta Italo-Francese (Enquête Italo-Française), parue dans « Italia Moderna (l'Italie Moderne) », mai 1904, Rome, Coop. Poligrafica Ed., page 8.
- La morale nel teatro d'Ibsen (La morale dans le théâtre d'Ibsen), 1904.
- Liberatione de l'assedio di Torino seguito li 7 7bre 1706 sotto il commando del S. P[22]. Eugenio di Savoia et di S. A. R., con la sconfitta dell'essercito gallispano (Libération de l'assaut de Turin le 7 septembre 1706 et défaite de l'armée franco-espagnole par le Prince Sérénissime Eugène de Savoie et Son Altesse Royale), tip. Subalpina 1905. - 74 pages. Texte en ligne.
- Maria Bricca e la fazione di Pianezza (Maria Bricca et la faction de Pianezza)[23], Casa Editrice Renzo Streglio, 1905.
- Il Maresciallo de Marcin (Le Maréchal de Marcin), 1906.
- Di tre lettere inedite sulla battaglia di Torino (Sur trois lettres inédites sur la bataille de Turin),  1906.
- La prima storia di Maria Stuarda da un manoscritto italiano del secolo XVI esistente nella Biblioteca nazionale di Parigi (La première histoire de Marie Stuart rapportée par un manuscrit italien du XVIe siècle conservé à la Bibliothèque nationale de Paris), 1906.
- Albori di libertà : gli studenti di Torino nel '21 : in occasione del 5. centenario dell'Università di Torino (L'aube de la liberté : les étudiants de Turin en 1821 : à l'occasion du 5e centenaire de l'université de Turin), Casa Editrice Renzo Streglio, 1906. - 263 pages, illustré.
- Di un diploma apocrifo di re Arduino e della sua incoronazione. Dissertazione ; la morte di Ottone III. Dissertazione con appendice bibliografica. (Sur un diplôme apocriphe du roi Ardouin et son couronnement. Dissertation sur la mort de Otton III. Dissertation avec un appendice bibliographique)
- Le genealogie della III parte dell'« Adelaide » illustrata dal Terraneo. (Les origines de la IIIe partie de l'« Adélaïde » illustrée par Terraneo)
- Monografie illustrata delle bellezze italiane di natura e di arte, serie Italia Nostra (Monographies illustrées des beautés naturelles et artistiques de l'Italie, série Notre Italie) :

Valle d'Aosta (Vallée d'Aoste)
Lago Maggiore (Lac Majeur)
Valle del Lys (Vallée du Lys)
Liguria (Ligurie)
Duomo di Milano (Dôme de Milan)
Lago d'Orta (Lac d'Orta)
Valentino di Torino (Bourg de Valentino à Turin)
Via Appia
Basilica d'Assisi (Basilique d'Assise)
- Per la coscienza nazionale e per l'Italia irredenta. Conferenze e discorsi. Affermazione d'italianità dal 1897 al 1924. (Pour la conscience nationale et l'Italie irredentiste. Conférences et discours. Affirmations d'italianité de 1897 à 1924) – Textes réunis en un volume, 1924.
- L'opera patriotica di Efisio Giglio-Tos per le revendicazioni nazionali. Affermazione d'italianità. Carteggio con Trentini, Adriatici e irredenti stranieri dal 1897 al 1924. (L'œuvre patriotique de Efisio Giglio-Tos pour les revendications nationales. Affirmation d'italianité. Correspondance avec les habitants du Trentin, de l'Adriatique et les irrédentistes étrangers de 1897 à 1924) – Turin, Libreria internazionale coop. editrice, s.d.
- I problemi della pace, Dissertazione per un'inchiesta internazionale sui mezzi più efficaci per assicurare la Pace sui diritti delle Nazioni (Les problèmes de la paix, Dissertation pour une enquête internationale sur les moyens les plus efficaces pour assurer la Paix sur la base des droits des Nations), opuscule, Turin, Tip. Kluc, 1930.
- Documenti d'amicizia italo-francese (Documents sur l'amitié italo-française), citations présentées et choisies par Efisio Giglio-Tos, Turin, Tipografie La Salute, 1932.
- Africa. Capitoli desunti dalle storie di Tito Livio-Dialoghi scelti dall'« Africa » di Francesco Petrarca. (Afrique. Chapitres en vrac de l'histoire de Tite Live-Dialogues choisis de l'« Afrique » de Pétrarque), 8 pages, Turin, mai-juin 1935.

### Sur la Corda Fratres

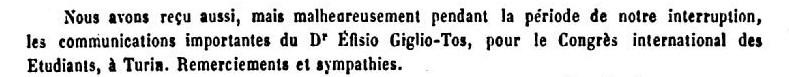
Information parue dans L'Humanité intégrale, n°1, 4e année, 1899.

- Appello agli studenti (Appel aux étudiants), 29 mai 1898[25].
- Lettre ouverte à Monsieur le Docteur Rudolph Ludwig, Président de la Corda Fratres – 18 janvier 1902 (à propos du Statut et des Règlements, exposé des motifs, s.l., s.a., s.n.t.)
- Supplément particulier et non officiel à la Lettre ouverte à M. le Dr Rudolph Ludwig - Turin 27 janvier 1902, s.n.t.
- Della nazionalità nella Corda Fratres (De la nationalité dans la Corda Fratres), opuscule, 15 mai 1902.
- « Corda Fratres ». Risposte, osservazioni, rettifiche, opuscolo n. 1, gennaio-febbraio 1903 (« Corda Fratres ». Réponses, observations, rectifications, opuscule n°1, janvier-février 1903), Turin, Tip. Baravalle e Falconieri.
- Rettificando alcune inesattezze della Rivista Sezionale Italiana della « Corda Fratres » n. 9-10, anno 1902 (Rectificatif de quelques inexactitudes de la Revue de la Section Italienne de la Corda Fratres, no 9-10, année 1902), Turin, Baravalle e Falconieri, 1903.
- Articles fondamentaux. Statut. Règlements. Turin, Tipogr. Artigianelli, 1903.
- La genesi della Corda Fratres (alla Città di Siena in occasione del III Congresso della Sezione Italiana della « Corda Fratres »), (La genèse de la Corda Fratres, à Sienne à l'occasion du IIIe congrès de la Section Italienne de la « Corda Fratres »), Aoste, Tip. Allasia, 1904.
- La Corda Fratres dans les rapports franco-italiens, destinée à la Jeunesse Française à l'occasion de la visite en Italie de Monsieur Loubet Président de la République Française. Turin-Gênes-Milan, Casa Editrice Renzo Streglio, 1906.
- Appel pour le Désarmement et pour la Paix. Les Pionniers de la Société des Nations et de la fraternité internationale (d'après les Archives de la « Corda Fratres »). I, Fédération internationale des Étudiants, 1898-1931, Turin, Tip. Akluk, 1931.
- L'Europe universitaire et le désarmement moral, supplément de « Les Pionniers de la Société des Nations », (d'après les Archives de la « Corda Fratres » I. Fédération internationale des Étudiants)., Pax in jure gentium, Turin, Tip. Edit. La Salute, 1932.